# MSC Flaminia (schip, 2001)
De MSC Flaminia is een containerschip van Conti onder charter van Mediterranean Shipping Company (MSC). Op 14 juli 2012 brak er brand uit aan boord. Het schip bevond zich op dit moment op de Atlantische Oceaan. De brand in kwestie heeft aan twee mensen het leven gekost, een derde slachtoffer is tot op vandaag nog steeds vermist. Toen de brand onder controle was, werd het schip weggesleept, waarna het op 9 september 2012 aankwam in de Duitse Wilhelmshaven. Het containerschip werd hier gerepareerd, waarna het in maart 2013 naar Roemenië werd gebracht ter voltooiing van de reparatie. In juli 2014 werd het schip weer in de vaart gebracht.

## Beschrijving
De MSC Flaminia is een postpanamax containerschip met een capaciteit van 6750 TEU’s. Het schip heeft een draagvermogen van 85823 ton, is bijna 300 meter lang en 40 meter breed. Volledig geladen bedraagt de diepgang 14,5 meter. De voortstuwing wordt geregeld door een MAN B&W 10 cilinder gekoppeld op een enkele as en een vaste schroef. Deze cilinder heeft een capaciteit van 57100 kW (76900 pk), waardoor er een snelheid van ruim 25 knopen kan worden bereikt. Verder beschikt het schip over een 1500 kW- zware boegschroef. De hulpmotoren van het type Wärtsilä 6R32LND leveren de overige stroom aan boord.

## Geschiedenis
In 2001 kreeg de Zuid-Koreaanse werf Daewoo Shipbuilding & Marine Engineering (DSME) de opdracht om de MSC Flaminia te bouwen. Na voltooiing werd het schip op 20 augustus 2001 in vaart genomen, met Hamburg (Duitsland), als vlaggenstaat en thuishaven. 
De eigenaar, Conti Reederei, charterde het schip toen aan Mediterranean Shipping Company (MSC). Vandaag de dag vaart het schip echter onder Maltese vlag met thuishaven Valletta.

## Brand in 2012

### Ontstaan en redding
In de ochtend van 14 juli 2012 werd de bemanning van de MSC Flaminia opgeschrikt door een brandalarm, veroorzaakt door een rookdetector in ruim vier. Het schip was op dat moment onderweg van het Amerikaanse Charleston naar Antwerpen, België. Omdat het onmogelijk werd de brand te bestrijden, moest de bemanning het schip uiteindelijk met behulp van een lifeboat verlaten. Het noodsignaal dat werd uitgezonden door het brandende schip werd opgepikt door de Britse Coastguard. Deze zette de SAR-operatie in gang. DS Crown, een Duitse olietanker met Bahamaanse vlaggestaat die op weg was van Halfix; Canada naar het Britse Cornwall, was het eerste schip ter plaatse. 22 bemanningsleden en twee extra passagiers werden gered uit hun reddingsboot. Twee bemanningsleden liepen levensbedreigende verwondingen op. De eerste, de eerste officier van de MSC Flaminia, overleed aan boord van de DS Crown, de tweede overleed op 8 oktober in een Portugees ziekenhuis als gevolg van zijn verwondingen. Een derde slachtoffer is tot op vandaag nog steeds vermist. Tijdens de brand vielen er ook enkele containers overboord.

### Berging
Het Nederlandse bedrijf Smit International werd na het ongeval aangesteld voor de berging van het schip. Bij aankomst van de eerste sleper, de Fairmount Expedition, werden er nog steeds brandhaarden vastgesteld in de ruimen vier, vijf en zes van de MSC Flaminia. Op 18 juli werd het blussen kort onderbroken omwille van een explosie, waarvan de oorzaak niet duidelijk was. Kort na dit voorval werden blusacties alsnog verder gezet. De hoeveelheid bluswater was zodanig groot, dat het schip een slagzij maakte van 8,5 graden. Na voldoende blussen en stabilisatie, kon het slepen naar Duitsland door de Fairmount Expedition op 20 juli 2012 van start gaan. Een tweede sleper, de Anglian Sovereign, kwam ter plaatse om eventuele opflakkeringen van de brand te controleren en de brand verder te bestrijden.

#### Herstelling

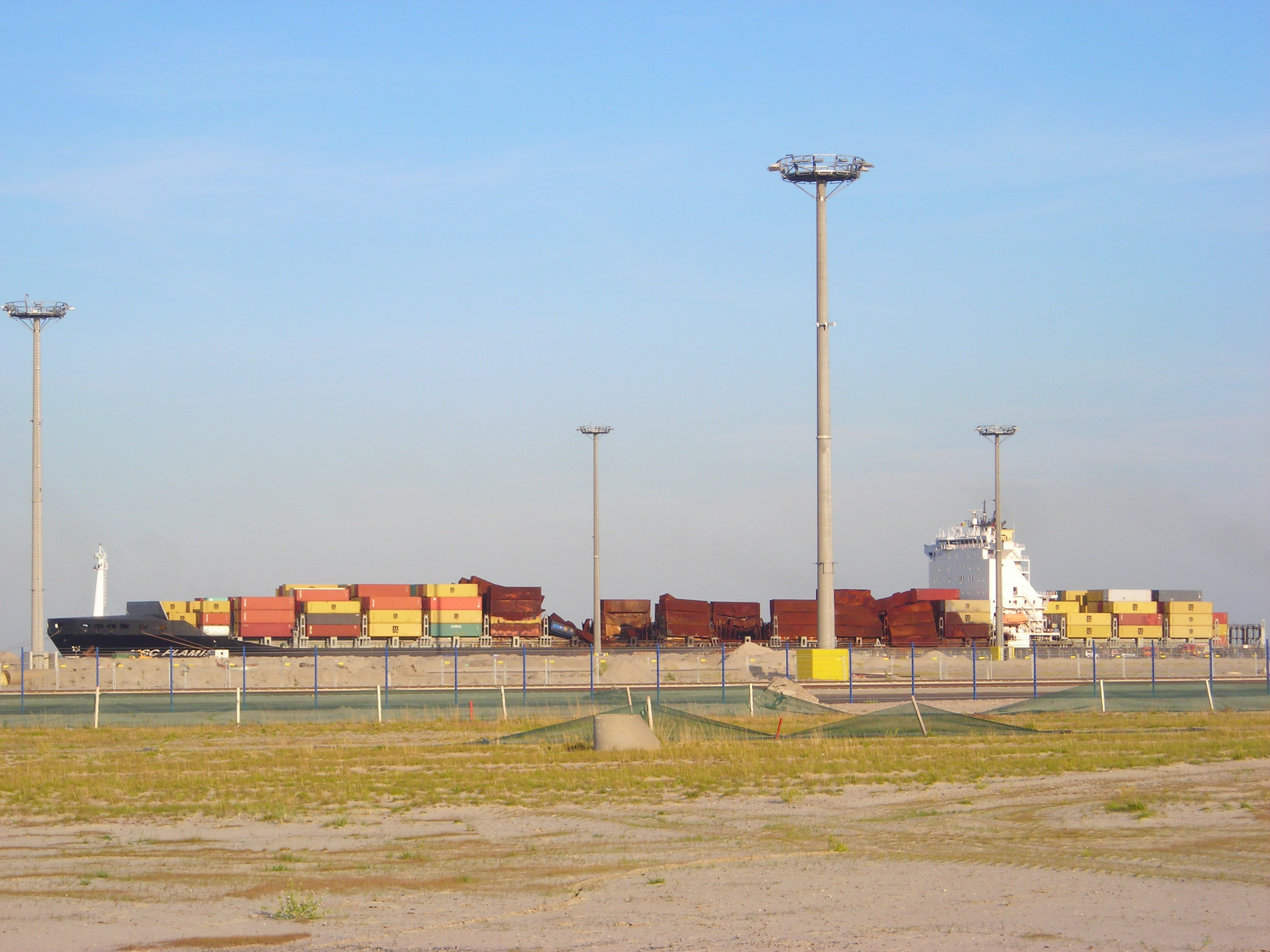
De beschadigde MSC Flaminia in JadeWeserPort in Wilhelmshaven, Duitsland

Op 24 juli was de brand onder controle. Pas dan kregen helikopters de toestemming om beelden te maken van het schip. Op 20 augustus mocht het schip de territoriale wateren van Duitsland binnen varen. De vertragingen die het heeft opgelopen, was toe te schrijven aan het slechte weer, de slechte stabiliteit, alsook geschillen tussen verschillende landen. Deze geschillen hadden betrekking op de verantwoordelijkheid over de berging van het zwaar beschadigde schip.  Gedurende deze periode was de brand aan boord nog steeds gaande in ruimen vier, vijf en zes. De stabiliteit werd ondertussen verbeterd, zodat het schip een maximale slagzij van 2,5 graden had.
Voor het schip naar Duitsland kon worden gebracht werd het binnengesleept in een kleinere haven in Groot-Brittannië. Daar werd het onderzocht op eventuele risico’s die een doortocht door het Engelse kanaal met zich zou meebrengen. De MSC Flaminia werd na onderzoek vrijgegeven en de sleeptocht naar de Duitse Wilhelmshaven kon worden verdergezet. Op 9 september 2012 bereikte het schip zijn bestemming. In Wilhelmshaven bleef het blussen nog geruime tijd verdergaan.
In maart 2013 verliet de MSC Flaminia Wilhelmshaven en werden in het Roemeense Mangalia de herstellingswerken voltooid. Het duurde nog tot juli 2014 om de MSC Flaminia vaarklaar te maken.